# Invertitore

Tradizionale simbolo della porta NOT

Simbolo della porta NOT della International Electrotechnical Commission

Schema elettrico di principio dell'invertitore CMOS

Nell'elettronica digitale, un invertitore (o porta NOT) è una porta logica che implementa la negazione logica. La sua tabella di verità è la seguente:
| INPUT A | OUTPUT NOT A |
| 0       | 1            |
| 1       | 0            |

Tale dispositivo restituisce dunque il valore negato del livello logico in ingresso.

Si tratta della porta logica fondamentale, e la sua realizzazione tramite transistor ad effetto di campo la rende il costituente base della logica CMOS.

## Realizzazione elettronica
L'invertitore può essere realizzato usando un singolo transistor NMOS o PMOS, accompagnati da un resistore. Poiché il circuito che pilota la porta vede (almeno idealmente) un carico capacitivo, non si avrà dissipazione di potenza in condizioni statiche, ma solo durante le commutazioni. Per tale motivo è largamente diffuso l'utilizzo di due transistor complementari, a ciascuno dei quali è associato il funzionamento di uno stato logico: quando un transistor è acceso, l'altro è interdetto, e viceversa. Il terminale di source del PMOS è connesso alla tensione codificata come livello logico alto (generalmente è la tensione di alimentazione, il terminale di source dell'NMOS è connesso alla tensione di riferimento codificata come livello logico basso: se dunque all'ingresso dell'invertitore si presenta un segnale corrispondente al livello logico alto l'NMOS entrerà in zona resistiva fornendo un percorso a bassa resistività per la corrente, restituendo in uscita uno 0 logico. Se invece all'ingresso si presenta un segnale corrispondente al livello logico basso sarà il PMOS ad entrare in zona resistiva e collegare l'uscita al livello logico alto.
L'invertitore può essere realizzato anche con un transistor a giunzione bipolare, realizzando così la logica resistor-transistor logic o transistor-transistor logic a seconda dell'utilizzo del resistore o di due dispositivi. Al dispositivo può essere aggiunta la funzione trigger di schmitt, ovvero dotarlo di isteresi nella commutazione del segnale, tra le varie famiglie logiche, quello caratterizzato dal minore assorbimento in corrente in assoluto è il 40106, della serie 4000, chip contenente 6 invertitori schmitt trigger. 

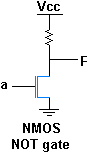
NMOS Inverter
PMOS Inverter